# Grande ceinture Ouest
Cet article traite du service de voyageurs exploité sur la Grande ceinture Ouest entre 2004 et 2019. Pour la ligne de tram-train ouverte en 2022, voir Ligne 13 du tramway d'Île-de-France.
Pour les articles homonymes, voir GCO.
La Grande Ceinture Ouest (GCO) était un service de voyageurs exploité sur la ligne de la grande ceinture de Paris de 2004 à 2019, en tant que partie intégrante de la ligne L du Transilien.
Intégralement située dans le département des Yvelines, la GCO reliait la gare de Saint-Germain-en-Laye-Grande-Ceinture à la gare de Noisy-le-Roi. Elle est mise en service le 12 décembre 2004, marquant le retour du trafic de passagers sur cette section après 68 ans de fermeture.
Le succès de cette courte ligne, ne reliant aucun pôle d'importance et isolée du reste du réseau, a été mitigé. Elle a néanmoins servi comme une vitrine pour la SNCF, qui y a testé diverses innovations dans les trains et dans les gares.
Dans le cadre du projet de ligne tangentielle ouest, il est décidé de transformer la ligne en tram-train et de la prolonger à ses deux extrémités. Par conséquent, la GCO est fermée au public le 6 juillet 2019 afin de permettre les travaux. Elle laisse sa place à la ligne 13 du tramway d'Île-de-France, qui est mise en service le 6 juillet 2022.

## Histoire

### La grande ceinture ouest

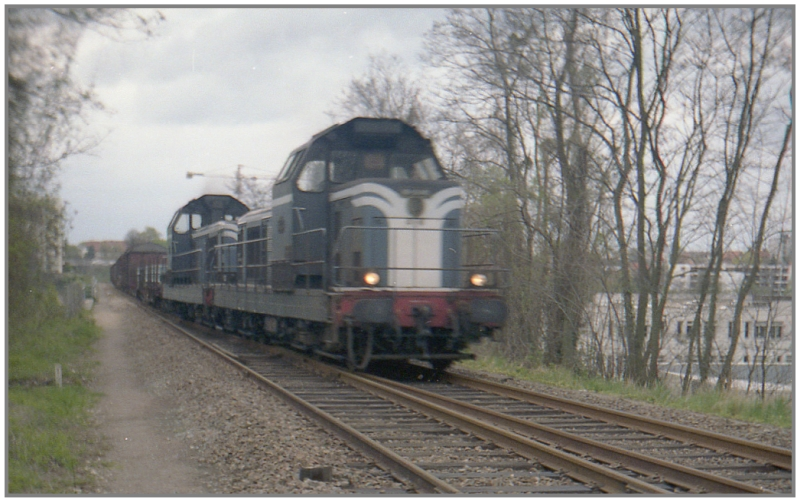
Un train de marchandises Achères-Versailles vient de franchir le viaduc du Val Saint-Léger à Saint-Germain-en-Laye (1984).

La portion occidentale de la ligne de grande ceinture de Paris, rocade ferrée ceinturant la capitale à l'extérieur des fortifications de Thiers, est mise en service en 1882 en même temps que le tronçon entre Noisy-le-Sec et Achères. La ligne est principalement utilisée pour le fret mais connaît également quelques services de voyageurs. Peu rentables, ceux-ci disparaissent toutefois dès 1939. Isolée et non électrifiée, la ligne demeure utilisée pour le fret, qui connaît un long déclin jusqu'à disparaître au début des années 1990. Contrairement au reste de la grande ceinture qui conserve un important trafic de marchandises, la GCO se retrouve donc privée de tout trafic et ses infrastructures sont laissées en friche.

### Le projet GCO
La SNCF envisage au départ la création d’une liaison radiale entre la gare de Paris-Saint-Lazare et celle de Saint-Germain-en-Laye-Grande-Ceinture, complétée d'une liaison tangentielle depuis Noisy-le-Roi. Afin de permettre des liaisons sans rupture de charge entre Paris-Saint-Lazare et la GCO, un saut-de-mouton doit être construit en gare de Saint-Nom-la-Bretèche. Le projet est déclaré d'utilité publique le 29 décembre 1993. Les travaux sont alors sur le point de démarrer, pour une mise en service espérée en mai 1996.
Mais au début de l'année 1994, un recours est déposé devant le Conseil d’État par des associations de riverains de L'Étang-la-Ville, appuyés par la commune, qui contestent la réalisation du saut-de-mouton et dénoncent son impact sur la forêt de Marly. Le dossier est alors suspendu. Le 21 avril 1997, le Conseil d’État rejette finalement le projet sur des arguments de fond et de forme.
Au même moment, Jacques Chirac dissout l'Assemblée nationale et la réouverture de la GCO se retrouve localement au cœur de la campagne des élections législatives de 1997. Michel Péricard, député des Yvelines et président du groupe RPR à l’Assemblée, décide de soutenir le projet. Toutefois, pour ne pas froisser les associations de riverains, les élus locaux annoncent la suppression du saut-de-mouton. Cette décision condamne la création de liaisons directes entre la GCO et Paris-Saint-Lazare, imposant aux voyageurs une correspondance à Saint-Nom-la-Bretèche.
Le 21 décembre 1998, le ministre des Transports signe in extremis l’approbation du projet, quelques jours avant l’expiration de la DUP. L'ouverture de la GCO entre Noisy-le-Roi et Saint-Germain-en-Laye est alors prévue pour 2002.

### Travaux et mise en service

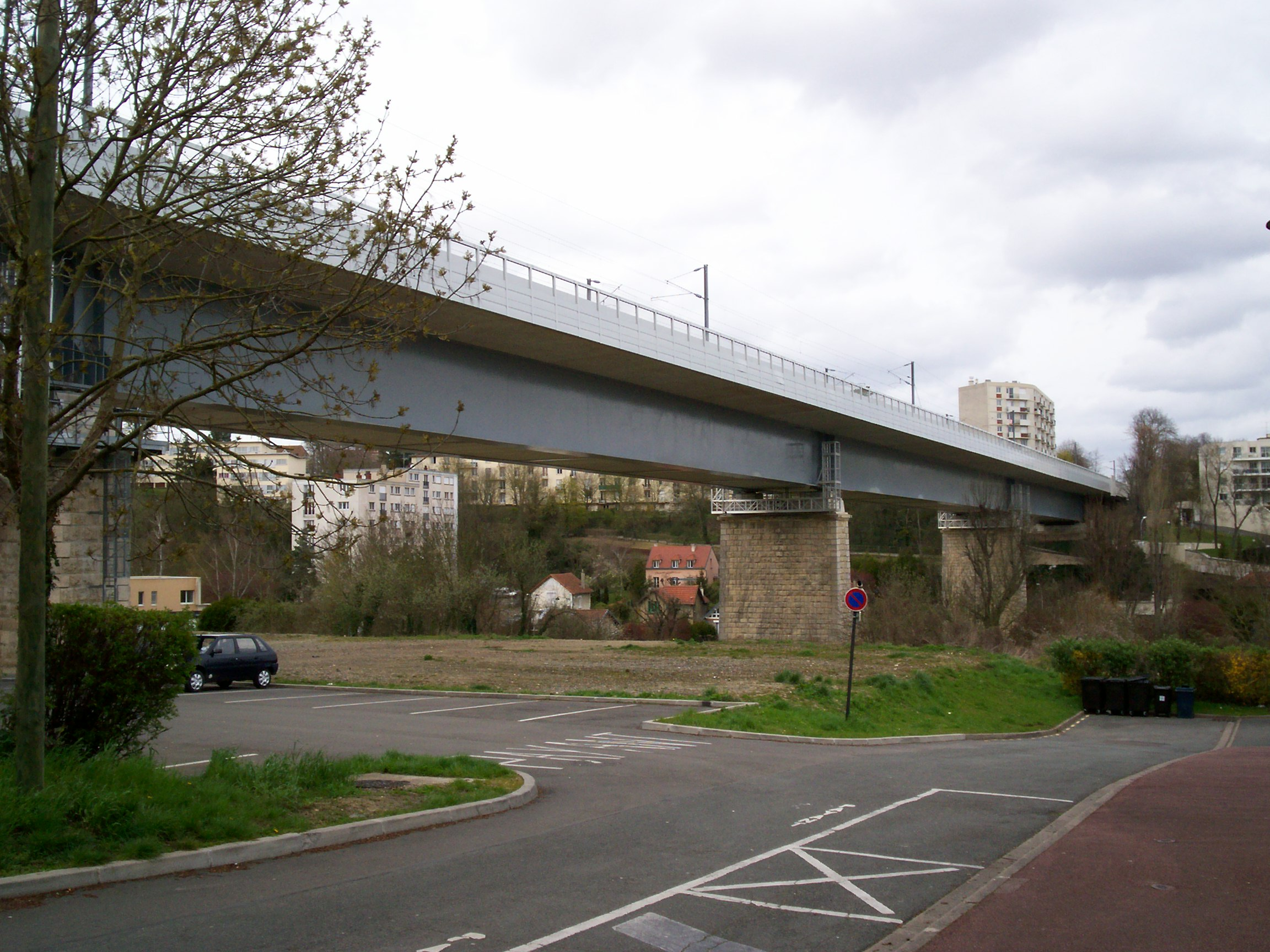
Viaduc du Val Saint-Léger dont le tablier a été renouvelé dans le cadre du projet GCO.

Ce n'est finalement qu'à l'été 2001 que débutent les travaux, avec la dépose et le renouvellement des voies sur la GCO. La ligne est électrifiée, comme tout le réseau Saint-Lazare, en 25 kV-50 Hz monophasé.
La réouverture de la ligne nécessite par ailleurs d'importants travaux de mise à niveau de l'infrastructure. Il est en effet nécessaire de reconstruire le viaduc du Val Saint-Léger à Saint-Germain-en-Laye et le pont des Muses en gare de Saint-Nom-la-Bretèche, d'abaisser la plate-forme à Noisy-le-Roi, de moderniser et électrifier la section et de rénover les bâtiments voyageurs des gares de Saint-Germain-en-Laye-Grande-Ceinture et de Noisy-le-Roi. La gare de Mareil-Marly est aménagée avec la création d'un passage souterrain accessible aux personnes à mobilité réduite et aux utilisateurs de fauteuils roulants. Compte tenu de la création d'un nouveau quartier dans le secteur de Bel-Air à Saint-Germain-en-Laye, une nouvelle gare y est créée, nommée « Gare de Saint-Germain-en-Laye-Bel-Air - Fourqueux ».
Plus généralement, les quais des gares ont été réaménagés et rehaussés permettant ainsi, pour tous les trains, une mise en accessibilité à l'intention des personnes à mobilité réduite. Pour se préserver des bruits, des protections acoustiques (murs anti-bruit, traitement de façades, abaissement du niveau de la voie à Noisy-le-Roi…) ont été installées.
Un nouveau poste d’aiguillage est construit à la gare de Saint-Nom-la-Bretèche - Forêt de Marly, le long des quais de la ligne. Ce bâtiment accueille le poste d’information général de la ligne à partir duquel sont transmises aux cinq gares et aux voyageurs les informations sur la situation du trafic en temps réel.
Pour garantir la sécurité des automobilistes, piétons, etc., ainsi que du train, cinq passages à niveau ont été supprimés et quatre franchissements rétablis sous forme de ponts-routes ou de passages inférieurs. Seul subsiste le passage à niveau n° 7 situé à L'Étang-la-Ville.
Le 12 décembre 2004, après trois ans et demi de travaux, la Grande ceinture Ouest est remise en service après soixante-huit ans de fermeture au trafic voyageur.

### Un succès mitigé
En 2008, quatre ans après la mise en service de la GCO, le bilan se révèle décevant par rapport au trafic initialement escompté. Malgré une desserte soutenue à raison d'un train tous les quarts d'heure et des temps de trajet attractifs, la fréquentation ne dépasse pas 2 000 passagers/jour en semaine. Ce trafic anecdotique vaut à la GCO le surnom ironique de « ligne des golfs ». Les raisons de cet échec sont principalement l'isolement de la ligne, qui ne relie aucune agglomération d'importance, et la rupture de charge imposée à Saint-Nom-la-Bretèche. La GCO n'est ainsi pas compétitive par rapport au bus pour rejoindre La Défense ou Saint-Quentin-en-Yvelines, et se cantonne à un rôle de desserte locale.
Boudée par les voyageurs, la navette est petit-à-petit délaissée par la SNCF et souffre régulièrement d'indisponibilités de matériel et de dégradations. Du 1er octobre au 4 novembre 2012, la GCO est même interrompue car trop de rames se trouvent en maintenance.

### Fermeture de la ligne au profit du T13

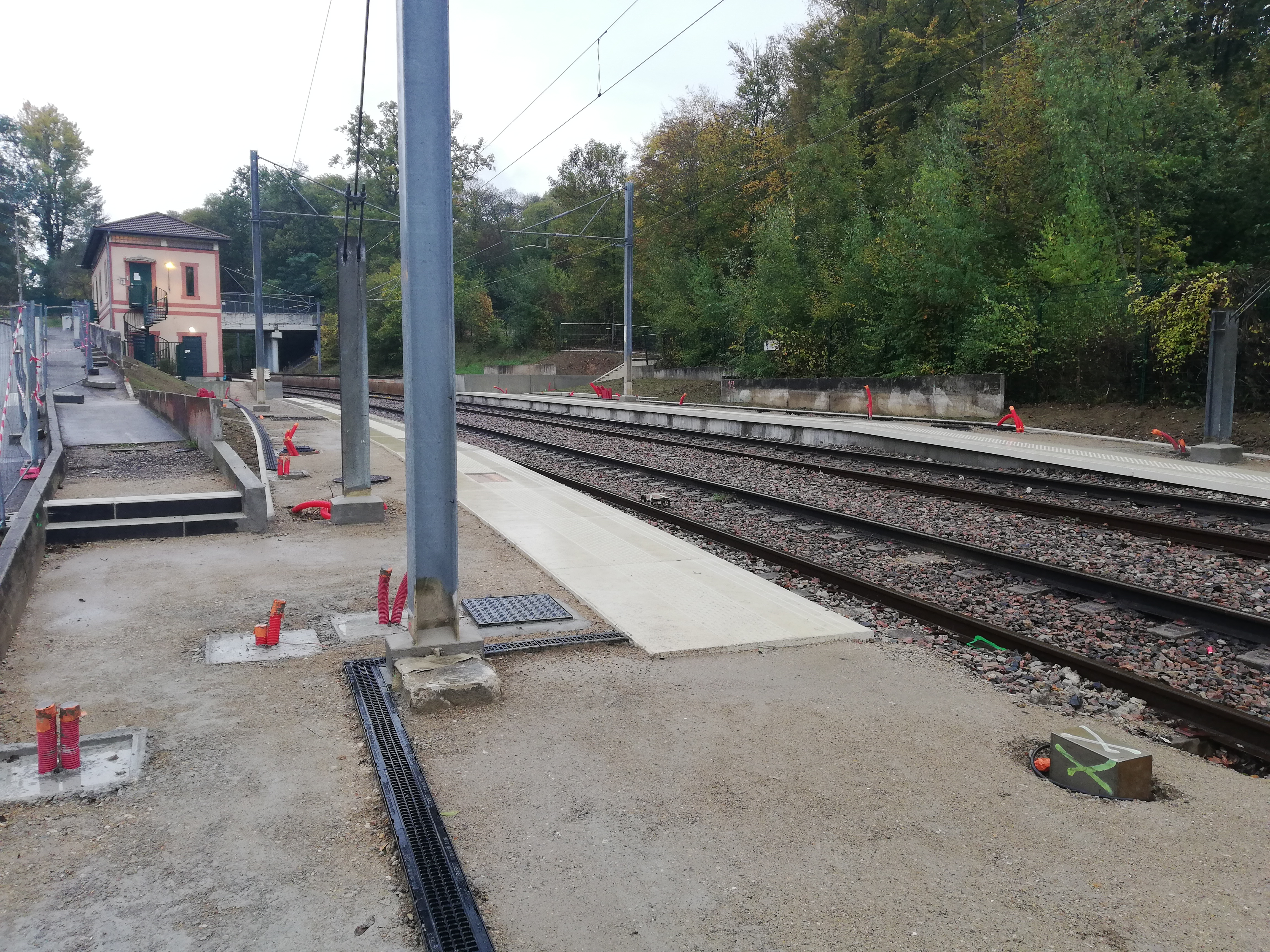
Travaux d'adaptation à la gare de Saint-Nom-la-Bretèche - Forêt de Marly en 2020. Les quais ont été abaissés pour accueillir des tram-trains.

Dès 2006, le Syndicat des Transports d'Île-de-France (STIF) décide, pour renforcer l'utilité de la ligne, de l'étendre vers Saint-Cyr et Saint-Germain-en-Laye sous la forme d'un tram-train. Le projet, baptisé « Tangentielle Ouest » puis T13, est inscrit au contrat de plan État-Région en 2007. Il est déclaré d'utilité publique en 2014.
Alors que la ligne était censée être fermée définitivement à partir du 7 juillet 2019, le service prend fin prématurément dès le 28 juin à la suite de l'immobilisation des rames en atelier de maintenance due à des problèmes au niveau des essieux. L'interruption du trafic doit permettre la réalisation des travaux de prolongement et de réaménagements des gares, notamment l'abaissement des quais pour permettre un accès de plain-pied aux rames Citadis Dualis. Durant la durée des travaux, des bus de substitution ont été mis en place sur l'ensemble du parcours de la ligne.
La ligne T13 est mise en service le 6 juillet 2022.

## Gares et villes desservies
La Grande Ceinture Ouest reliait la gare de Saint-Germain-en-Laye-Grande-Ceinture à la gare de Noisy-le-Roi, via la gare de Saint-Nom-la-Bretèche - Forêt de Marly, en desservant quatre communes : Saint-Germain-en-Laye, Mareil-Marly, L'Étang-la-Ville et Noisy-le-Roi. Bien qu'étant considérée comme une branche de la ligne L du Transilien, elle était exploitée de manière indépendante, les trains en provenance de Paris-Saint-Lazare s'arrêtant à Saint-Nom-la-Bretèche. Elle bénéficiait de correspondances avec le réseau de bus Résalys, permettant notamment d'effectuer la liaison avec la gare de Saint-Germain-en-Laye du RER A.

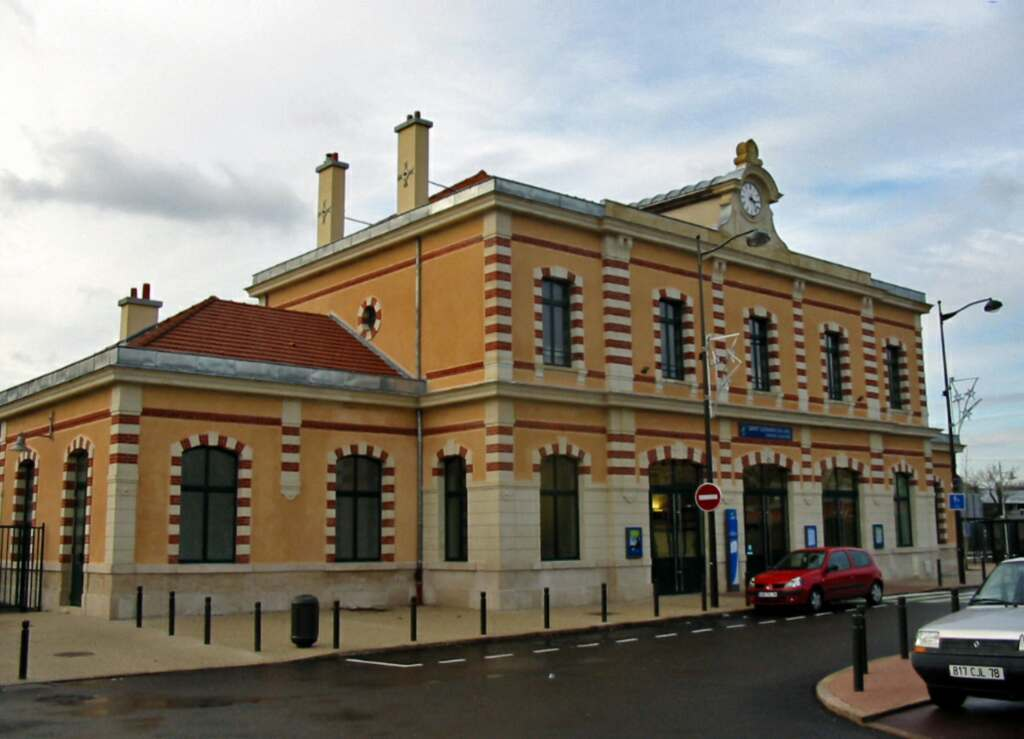
Gare de Saint-Germain-Grande-Ceinture, rénovée en 2004.

|  |   |  | Gare                                      | Zone | Communes desservies   | Correspondances                    |
|  | - |  | ----------------------------------------- | ---- | --------------------- | ---------------------------------- |
|  | • |  | Noisy-le-Roi                              | 5    | Noisy-le-Roi          |                                    |
|  | • |  | Saint-Nom-la-Bretèche - Forêt de Marly    | 5    | L'Étang-la-Ville      | Transilien · Ligne L du Transilien |
|  | • |  | Mareil-Marly                              | 4    | Mareil-Marly          |                                    |
|  | • |  | Saint-Germain-en-Laye-Bel-Air - Fourqueux | 4    | Saint-Germain-en-Laye |                                    |
|  | • |  | Saint-Germain-en-Laye-Grande-Ceinture     | 4    | Saint-Germain-en-Laye |                                    |

(Les gares en gras servent de départ ou de terminus à certaines missions)

## Exploitation

### Desserte
La liaison de Noisy-le-Roi à Saint-Germain-en-Laye-Grande-Ceinture était assurée tous les jours de 6 h à 22 h (pas de service de remplacement au-delà) et permettait de relier en 13 minutes, la gare de Saint-Germain-en-Laye-Grande-Ceinture à la gare de Noisy-le-Roi, de rejoindre Saint-Cloud, La Défense et Paris-Saint-Lazare par les trains en correspondance à la gare de Saint-Nom-la-Bretèche - Forêt de Marly. Là-bas, la correspondance à effectuer pour changer de train était de l’ordre de 30 mètres.
La desserte était assurée par :
- un train par sens tous les quarts d’heure aux heures de pointe ;
- un train par sens toutes les demi-heures aux heures creuses.

En journée, sur les trois rames qui assuraient le service, seuls deux éléments étaient utilisés en permanence. Ces deux Z 6400 se croisaient d'ailleurs entre Saint-Germain-en-Laye-Bel-Air - Fourqueux et Mareil-Marly. La troisième rame, qui était garée à la gare de Marly-le-Roi, ne servait qu'aux heures de pointe, et ne rejoignait les autres que du lundi au samedi, le matin et le soir entre 16 et 17 h et jusqu'à 19 h. Son utilisation sur la ligne permettait le doublement de la fréquence, en passant de deux à quatre passages par heure.
Les gares de Saint-Germain-en-Laye-Grande-Ceinture, Saint-Germain-en-Laye-Bel-Air - Fourqueux et Mareil-Marly étaient en zone de tarification 4, celles de Saint-Nom-la-Bretèche - Forêt de Marly et Noisy-le-Roi en zone de tarification 5.
Les trains, pour l'exploitation de la ligne, mais aussi pour faciliter la vie des usagers, étaient inclus dans le système des codes-missions. Ils figuraient dans les horaires ainsi que sur les écrans d'information en temps réel :
- GERM : Toutes gares desservies de Noisy-le-Roi à Saint-Germain-en-Laye-Grande-Ceinture ;
- NOIS : Toutes gares desservies de Saint-Germain-en-Laye-Grande-Ceinture à Noisy-le-Roi.

### Matériel roulant

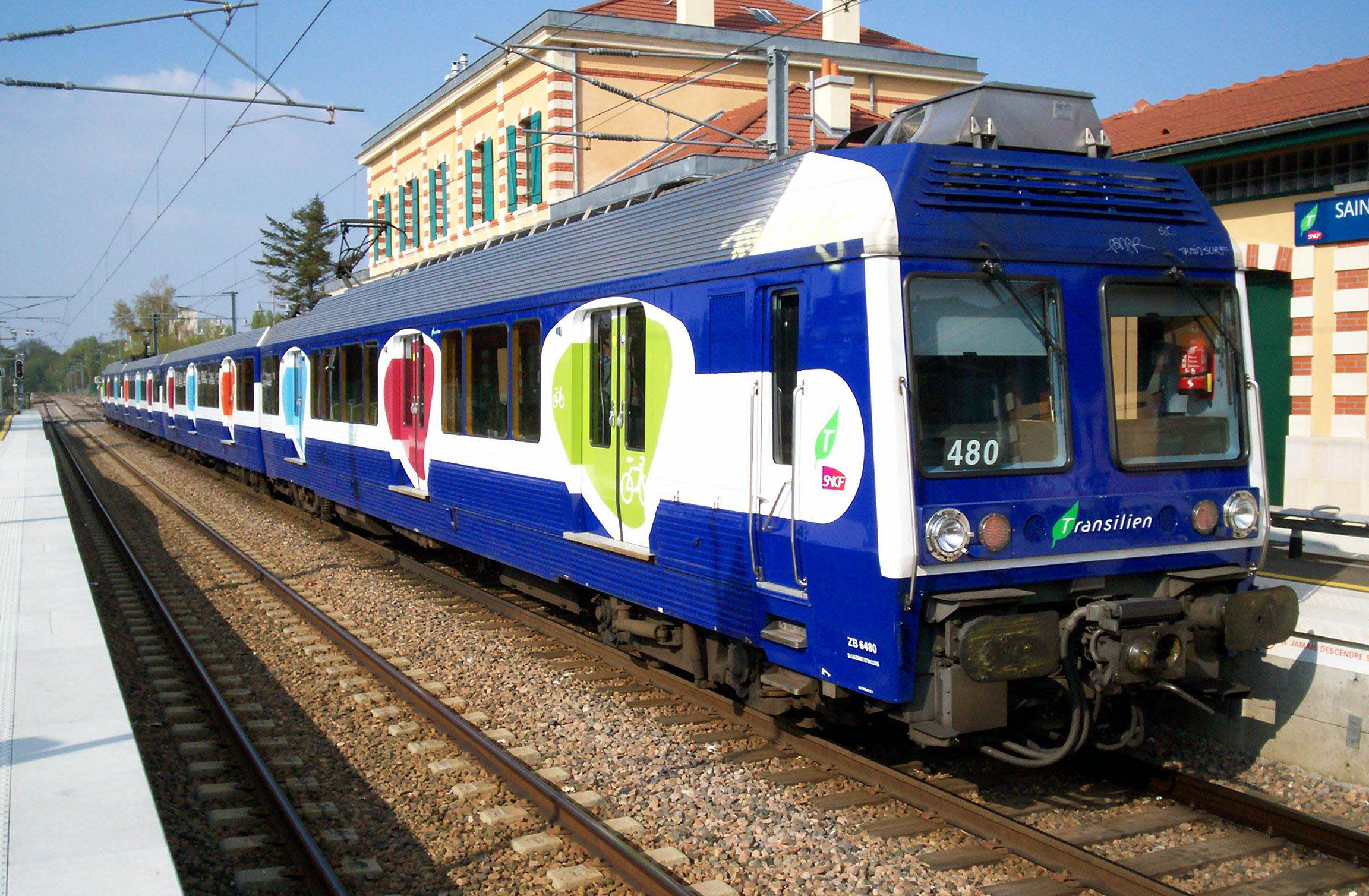
Une rame en gare de Saint-Germain-en-Laye-G.-C.

Pour assurer l’exploitation de la ligne, Transilien SNCF avait mis en service trois rames électriques de quatre voitures du type Z 6400. Ces trois rames (Z 6479/80, 6481/2 et 6483/4) avaient été entièrement rénovées dans l’établissement industriel de maintenance du matériel (EIMM) de Saint-Pierre-des-Corps (Indre-et-Loire). Le projet GCO avait été l'occasion pour la SNCF de tester plusieurs innovations en matière d'aménagement intérieur et de service aux voyageurs.

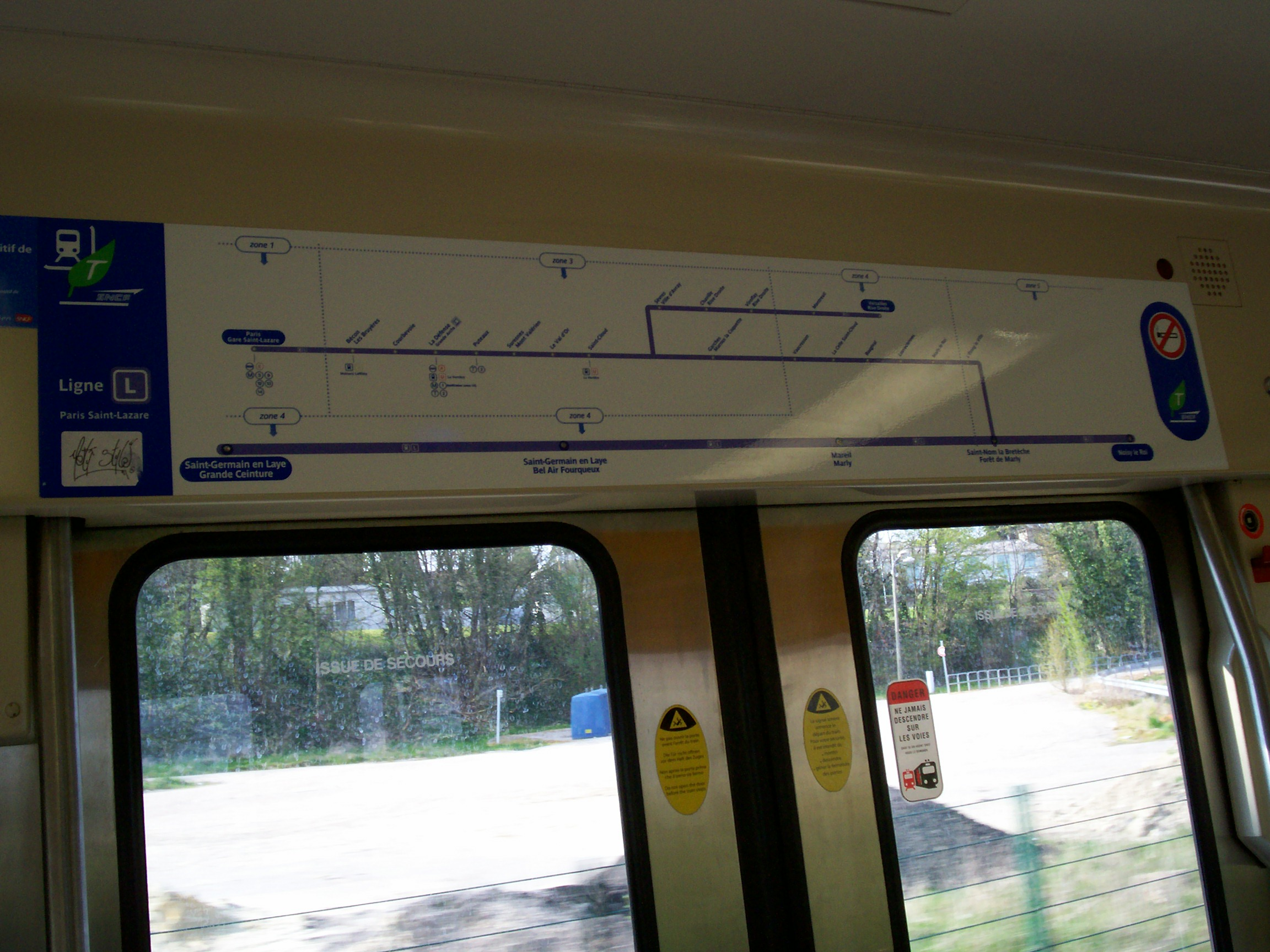
Plan de la ligne équipé du SIVE.

Ce matériel était similaire à celui circulant sur le réseau Saint-Lazare, mais avec un aménagement intérieur  entièrement repensé pour diversifier les espaces et pour améliorer la circulation dans la rame, un design intérieur (parois, sols, plafonds) modernisé, de nouveaux sièges avec séparateurs et de nouvelles dispositions en rotonde, en carré, en duo et en solo avec tablette et orientation vers la fenêtre (272 places assises). Elles disposaient aussi d'emplacements pour fauteuils roulants et poussettes, de points d’accroche pour les vélos. Elles avaient l'avantage de posséder une intercirculation entre les voitures, ce qui permettait aux voyageurs de circuler librement d’un voiture à l’autre et de donner une meilleure visibilité de l’ensemble du train.
Les voitures étaient accessibles depuis le quai en toute autonomie pour les personnes à mobilité réduite ou les familles avec des poussettes, sur les portes repérées par un « berlingot » orange. Ces dernières sont situées en gare au niveau d'un sur-élèvement partiel du quai. Les rames Z 6400 GCO, sont équipées de vitres teintées, dépourvues de barres d’appui transversales pour améliorer la visibilité, et sont climatisées (système de ventilation réfrigérée) maintenant une température agréable dans le train.
Chaque rame disposait d'un système de vidéo-surveillance embarqué et à l'extérieur d'une « livrée », dans l'esprit de celle utilisée pour les matériels rénovés Transilien (une partie des Z 20900, les Siemens Avanto sur la ligne 4 du tramway d'Île-de-France, etc.).
À bord des trains, un système d’information des voyageurs indiquait, de façon sonore et lumineuse, les gares desservies et la progression en temps réel du train sur la ligne à travers le système d'information voyageurs embarqué (SIVE). Ce dernier était piloté grâce à un géo-positionnement par satellite (GPS) et couplé à un odomètre.
Rendue inutilisable à la suite d'un incendie survenu le 27 décembre 2011, la Z 6483/4 est remplacée par une Z 6400 non rénovée, circulant habituellement entre Paris-Saint-Lazare et Saint-Nom-la-Bretèche ou Versailles-Rive-Droite.
Au cours de l'année 2019, l'ensemble des rames restantes rénovées GCO sont parties au cimetière ferroviaire de Sotteville-lès-Rouen, en attente d'être démantelées.

Galerie de photographies
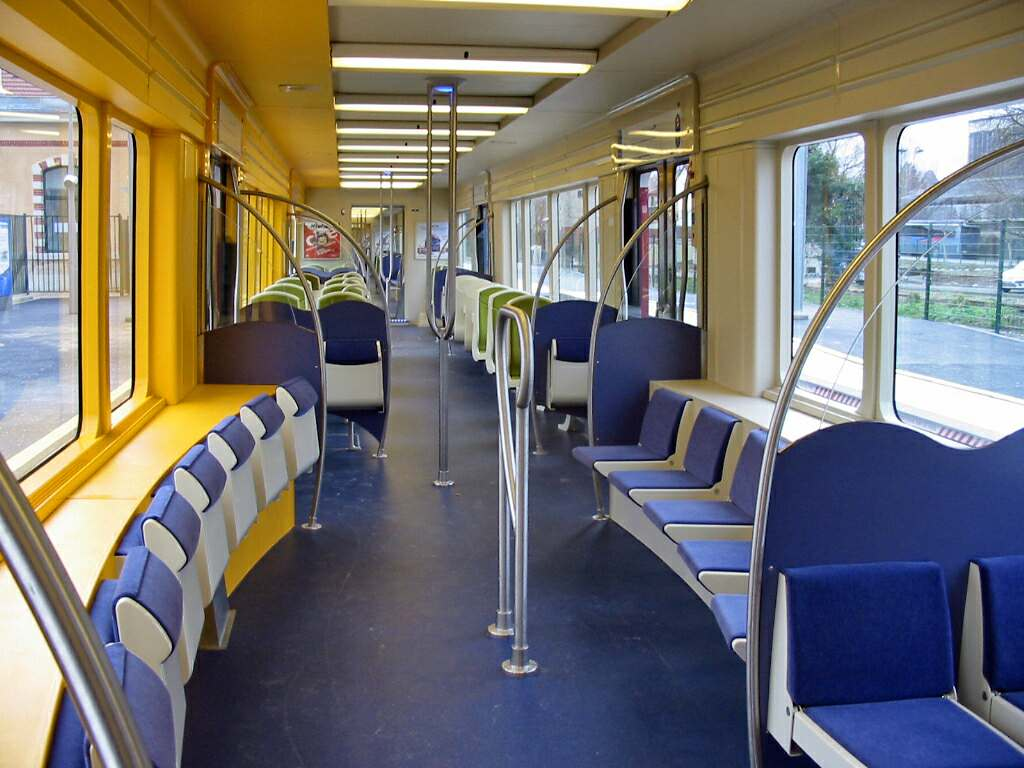
Aménagement intérieur d'une Z 6400.
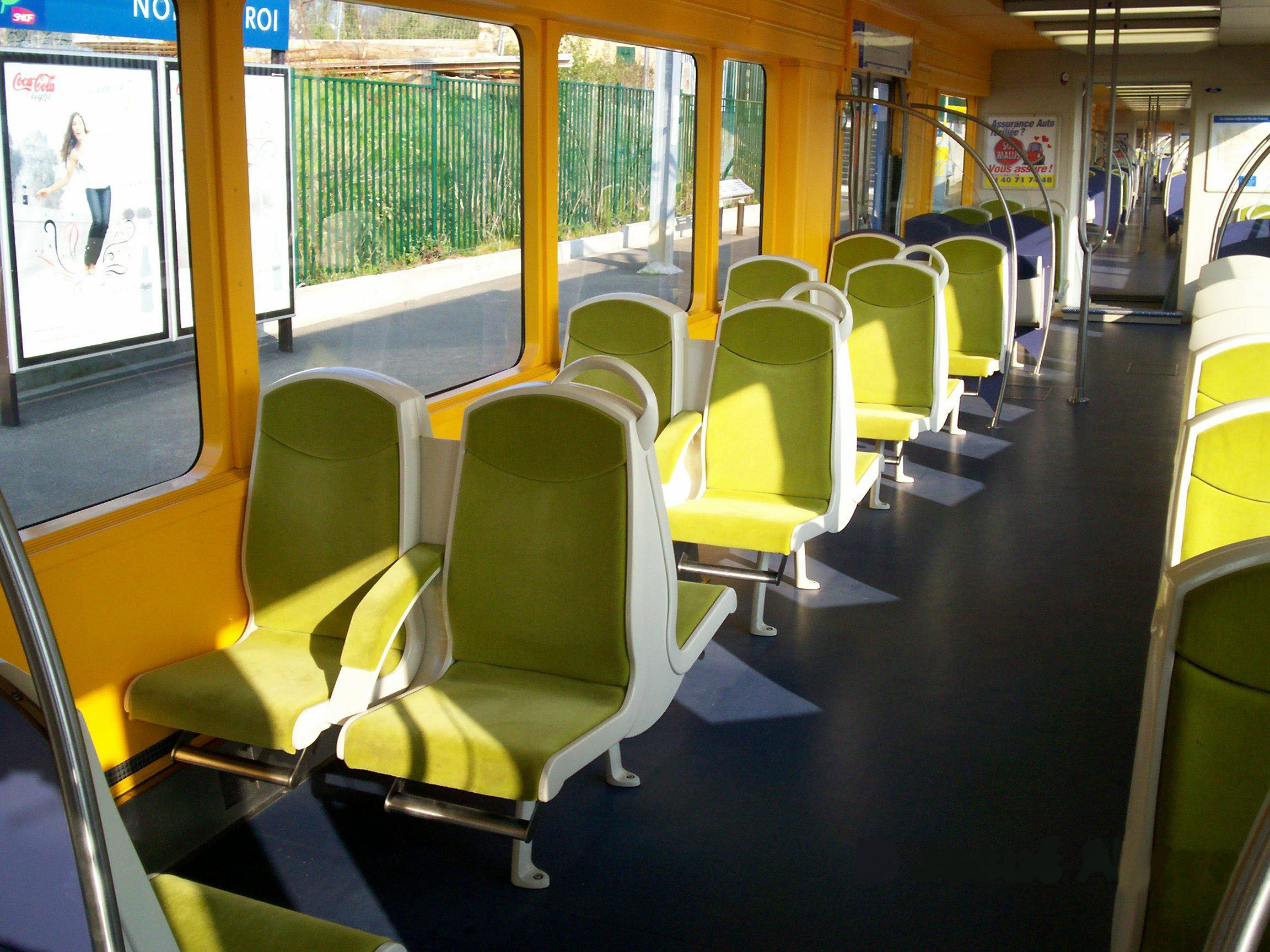
Aménagement intérieur d'une Z 6400.
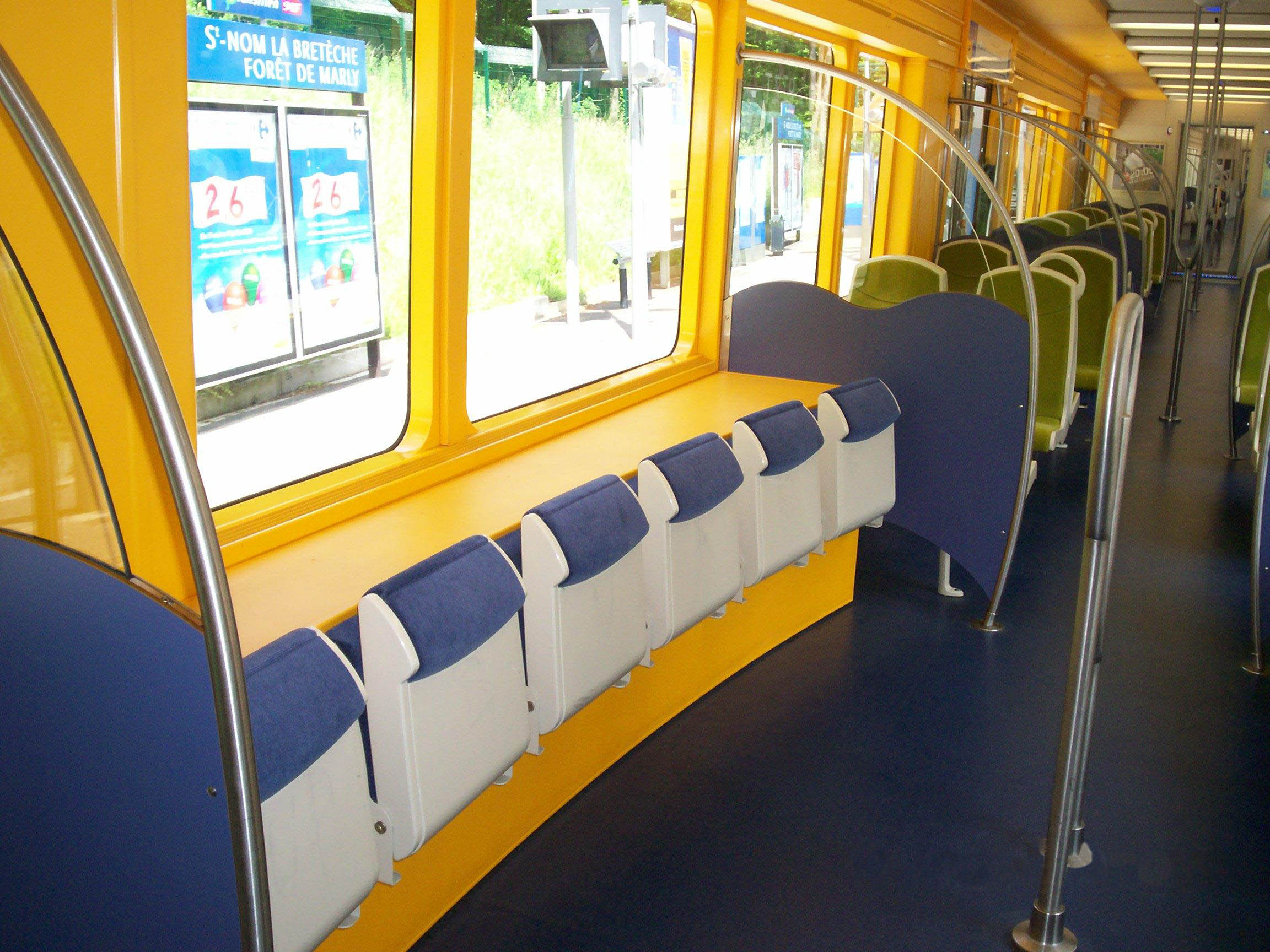
Aménagement intérieur d'une Z 6400.
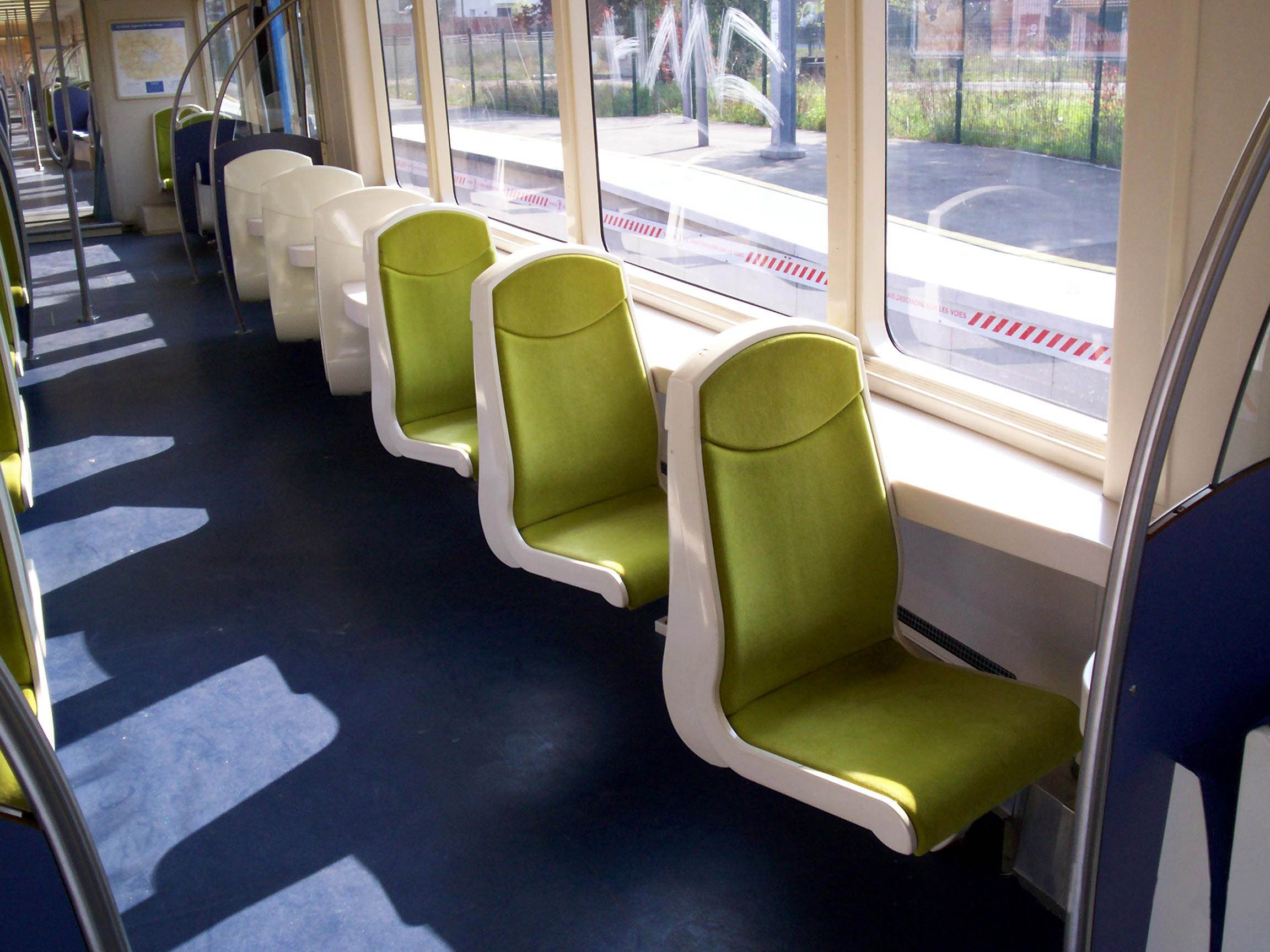
Aménagement intérieur d'une Z 6400.

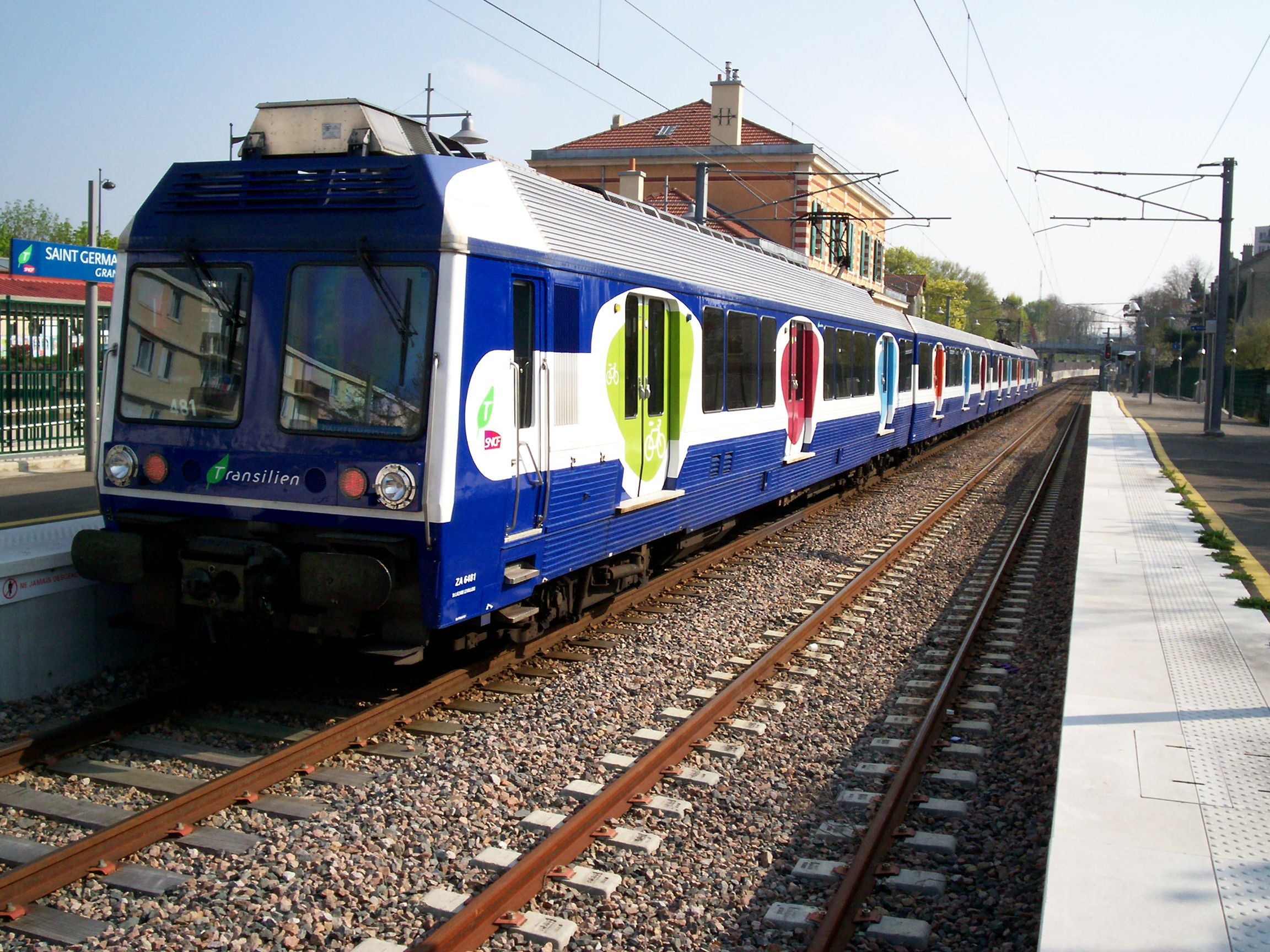
Rame en gare de Saint-Germain-en-Laye-G.-C.
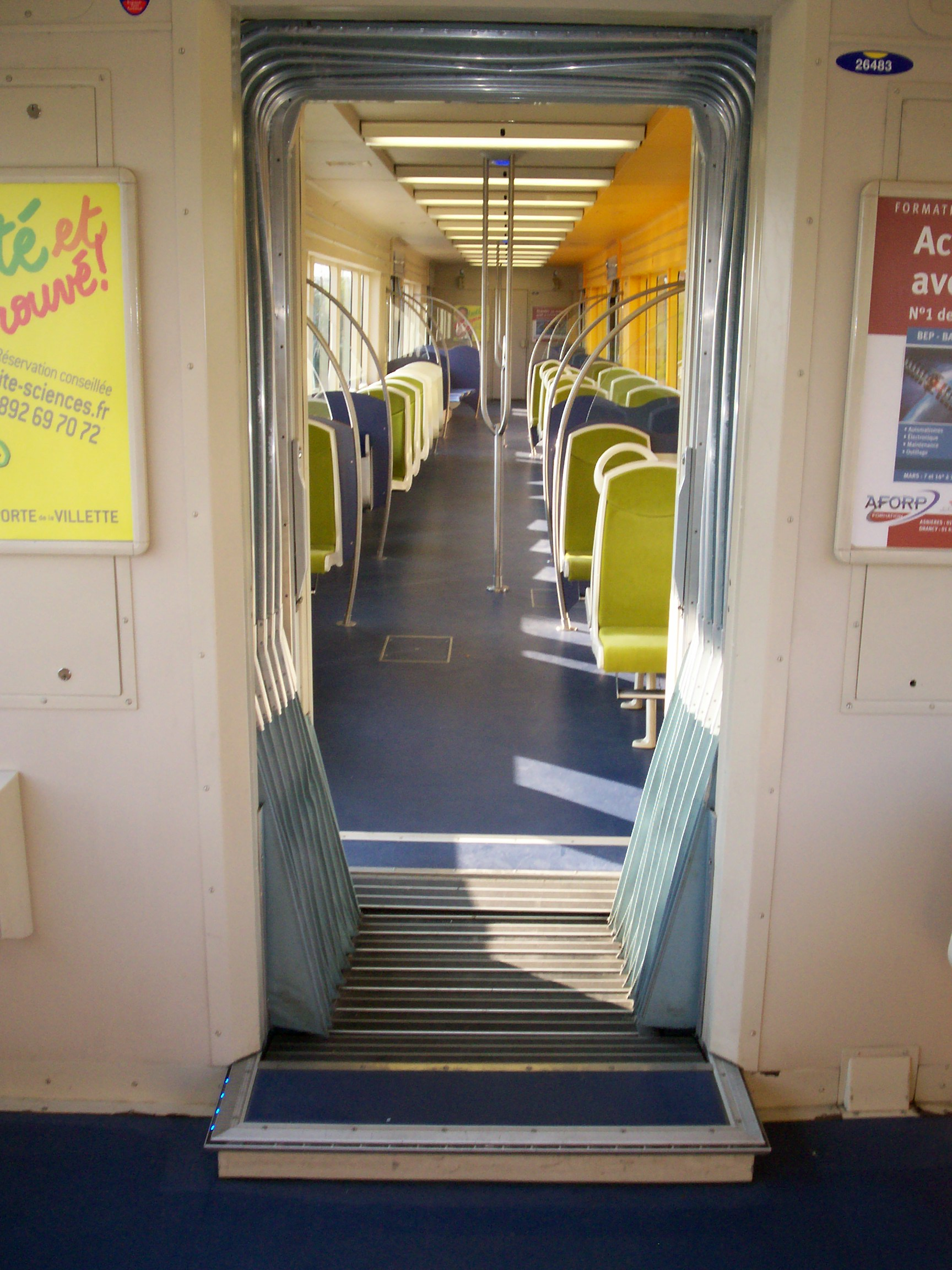
Vue d'une intercirculation.
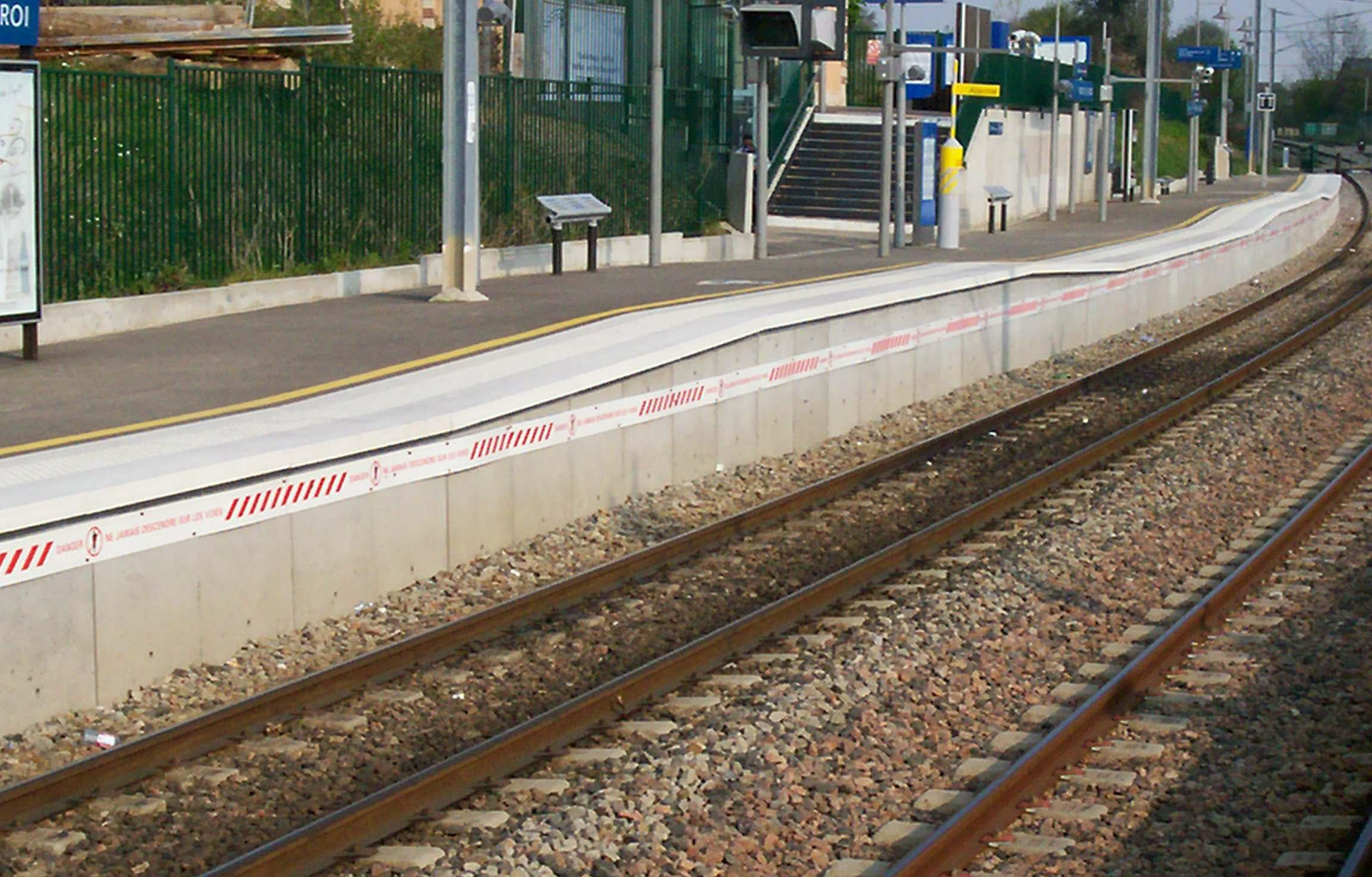
Rehaussement partiel des quais facilitant l'accès au train.